# رودریگو کلمبو
رودریگو کلمبو (انگلیسی: Rodrigo Colombo؛ زادهٔ ۱۹ نوامبر ۱۹۹۲) بازیکن فوتبال اهل آرژانتین است.